# Fotbal na Letních olympijských hrách 1964
Fotbalový turnaj na Letních olympijských hrách 1964 byl 11. oficiální fotbalový turnaj na olympijských hrách. Vítězem se stala maďarská fotbalová reprezentace.

## Kvalifikace
| - Afrika (CAF) - SAR - Ghana - Maroko - Asie (AFC) - Jižní Korea - Severní Korea - Írán - Severní, Střední Amerika a Karibik (CONCACAF) - Mexico - Jižní Amerika (CONMEBOL) - Argentina - Brazílie |  | - Evropa (UEFA) - Jugoslávie (obhájce titulu) - Rumunsko - Maďarsko - Německo - Itálie - Československo - Hostitel - Japonsko |

## Stadiony
| Město            | Stadion                      |
| ---------------- | ---------------------------- |
| Šindžuku (Tokio) | Olympijský stadion           |
| Minato, Tokio    | Chichibunomiya Rugby Stadium |
| Setagaya, Tokio  | Komazawa Stadium             |
| Jokohama         | Mitsuzawa                    |
| Ōmiya, Saitama   | Ōmiya Park Soccer Stadium    |
| Kita, Tokio      | Nishigaoka National Stadium  |

## Základní skupiny

### Skupina A
| Tým      | Z | V | R | P | VG | IG | +/- | B |
| -------- | - | - | - | - | -- | -- | --- | - |
| Německo  | 3 | 2 | 1 | 0 | 7  | 1  | +6  | 5 |
| Rumunsko | 3 | 2 | 1 | 0 | 5  | 2  | +3  | 5 |
| Mexico   | 3 | 0 | 1 | 2 | 2  | 6  | −4  | 1 |
| Írán     | 3 | 0 | 1 | 2 | 1  | 6  | −5  | 1 |

| 11. října 1964 14:00                     |        |             |                                                                         |
| Rumunsko                                 | 3 : 1  | Mexico      | Ōmiya Park Soccer Stadium, Tokio diváci: 12 932 rozhodčí: Yozo Yokoyama |
| Creiniceanu 20' Pârcălab 33' Ionescu 47' | Report | Fragoso 73' | Ōmiya Park Soccer Stadium, Tokio diváci: 12 932 rozhodčí: Yozo Yokoyama |

| 11. října 1964 14:00                     |        |      |                                                                         |
| Německo                                  | 4 : 0  | Írán | Stadion Mitsuzawa, Jokohama diváci: 12 671 rozhodčí: Eunapio De Queiroz |
| Bauchspieß 7' Vogel 20', 63' Frenzel 44' | Report |      | Stadion Mitsuzawa, Jokohama diváci: 12 671 rozhodčí: Eunapio De Queiroz |

| 13. října 1964 14:00 |        |              |                                                                                   |
| Írán                 | 1 : 1  | Mexico       | Chichibunomiya Rugby Stadium, Tokio diváci: 15 938 rozhodčí: John Stanley Wontumi |
| Nirlou 59'           | Report | González 54' | Chichibunomiya Rugby Stadium, Tokio diváci: 15 938 rozhodčí: John Stanley Wontumi |

| 13. října 1964 14:00 |        |               |                                                                   |
| Německo              | 1 : 1  | Rumunsko      | Olympijský stadion, Tokio diváci: 18 970 rozhodčí: Václav Korelus |
| Frenzel 22'          | Report | Pavlovici 27' | Olympijský stadion, Tokio diváci: 18 970 rozhodčí: Václav Korelus |

| 15. října 1964 14:00     |        |        |                                                                     |
| Německo                  | 2 : 0  | Mexico | Stadion Mitsuzawa, Jokohama diváci: 12 814 rozhodčí: Gregg De Silva |
| Barthels 37' Nöldner 66' | Report |        | Stadion Mitsuzawa, Jokohama diváci: 12 814 rozhodčí: Gregg De Silva |

| 15. října 1964 14:00 |        |      |                                                                           |
| Rumunsko             | 1 : 0  | Írán | Ōmiya Park Soccer Stadium, Tokio diváci: 13 026 rozhodčí: Miguel Comesaña |
| Pavlovici 26'        | Report |      | Ōmiya Park Soccer Stadium, Tokio diváci: 13 026 rozhodčí: Miguel Comesaña |

### Skupina B
| Tým           | Z                | V                | R                | P                | VG               | IG               | +/-              | B                |
| ------------- | ---------------- | ---------------- | ---------------- | ---------------- | ---------------- | ---------------- | ---------------- | ---------------- |
| Maďarsko      | 2                | 2                | 0                | 0                | 12               | 5                | +7               | 4                |
| Jugoslávie    | 2                | 1                | 0                | 1                | 8                | 7                | +1               | 2                |
| Maroko        | 2                | 0                | 0                | 2                | 1                | 9                | −8               | 0                |
| Severní Korea | Vzdala se účasti | Vzdala se účasti | Vzdala se účasti | Vzdala se účasti | Vzdala se účasti | Vzdala se účasti | Vzdala se účasti | Vzdala se účasti |

| 11. října 1964 14:00                |        |        |                                                                 |
| Maďarsko                            | 6 : 0  | Maroko | Olympijský stadion, Tokio diváci: 65 793 rozhodčí: Kim Duk Chun |
| Bene 13', 38' (pen.), 70', 74', 78' | Report |        | Olympijský stadion, Tokio diváci: 65 793 rozhodčí: Kim Duk Chun |

| 13. října 1964 14:00        |        |             |                                                                           |
| Jugoslávie                  | 3 : 1  | Maroko      | Stadion Mitsuzawa, Jokohama diváci: 12 675 rozhodčí: Hussein Mahmoud Imam |
| Samardžić 8' Belin 12', 59' | Report | Bouachra 2' | Stadion Mitsuzawa, Jokohama diváci: 12 675 rozhodčí: Hussein Mahmoud Imam |

| 15. října 1964 14:00                                        |        |                                         |                                                                    |
| Maďarsko                                                    | 6 : 5  | Jugoslávie                              | Stadion Komazawa, Tokio diváci: 19 316 rozhodčí: Genishi Fukushima |
| Csernai 5', 11', 44', 63' (pen.) Farkas 18' Bene 25' (pen.) | Report | Osim 1', 82' Belin 12', 35' Zambata 31' | Stadion Komazawa, Tokio diváci: 19 316 rozhodčí: Genishi Fukushima |

### Skupina C
| Tým            | Z | V | R | P | VG | IG | +/- | B |
| -------------- | - | - | - | - | -- | -- | --- | - |
| Československo | 3 | 3 | 0 | 0 | 12 | 2  | +10 | 6 |
| SAR            | 3 | 1 | 1 | 1 | 12 | 6  | +6  | 3 |
| Brazílie       | 3 | 1 | 1 | 1 | 5  | 2  | 3   | 3 |
| Jižní Korea    | 3 | 0 | 0 | 3 | 1  | 20 | −19 | 0 |

| 12. října 1964 14:00 |        |            |                                                                   |
| Brazílie             | 1 : 1  | SAR        | Stadion Komazawa, Tokio diváci: 16 450 rozhodčí: Rudolf Gloeckner |
| Roberto 10'          | Report | Shanin 90' | Stadion Komazawa, Tokio diváci: 16 450 rozhodčí: Rudolf Gloeckner |

| 12. října 1964 14:00                                 |        |                |                                                                             |
| Československo                                       | 6 : 1  | Jižní Korea    | Ōmiya Park Soccer Stadium, Tokio diváci: 12 943 rozhodčí: Rafael Valenzuela |
| Lichtnégl 25' Vojta 26' Mráz 32', 68' Masný 43', 71' | Report | Lee Yi-Woo 59' | Ōmiya Park Soccer Stadium, Tokio diváci: 12 943 rozhodčí: Rafael Valenzuela |

| 14. října 1964 14:00                         |        |          |                                                                           |
| Československo                               | 5 : 1  | SAR      | Chichibunomiya Rugby Stadium, Tokio diváci: 15 903 rozhodčí: Istvan Zsolt |
| Vojta 5', 27' Urban 36' Mráz 83' Cvetler 84' | Report | Riad 53' | Chichibunomiya Rugby Stadium, Tokio diváci: 15 903 rozhodčí: Istvan Zsolt |

| 14. října 1964 14:00                       |        |             |                                                                             |
| Brazílie                                   | 4 : 0  | Jižní Korea | Stadion Mitsuzawa, Jokohama diváci: 12 672 rozhodčí: Mohamed Salih Boukkili |
| Zé Roberto 30' Elizeu 44', 54' Roberto 73' | Report |             | Stadion Mitsuzawa, Jokohama diváci: 12 672 rozhodčí: Mohamed Salih Boukkili |

| 16. října 1964 14:00                                                             |        |             |                                                                               |
| SAR                                                                              | 10 : 0 | Jižní Korea | Chichibunomiya Rugby Stadium, Tokio diváci: 16 039 rozhodčí: Rudolf Gloeckner |
| Riad 14', 17', 40', 48', 72' 77' Mohamed 50' Elfanagili 61' Etman 66' Hassan 78' | Report |             | Chichibunomiya Rugby Stadium, Tokio diváci: 16 039 rozhodčí: Rudolf Gloeckner |

| 16. října 1964 14:00 |        |          |                                                                           |
| Československo       | 1 : 0  | Brazílie | Ōmiya Park Soccer Stadium, Tokio diváci: 13 120 rozhodčí: Ashgar Teherani |
| Valošek 77'          | Report |          | Ōmiya Park Soccer Stadium, Tokio diváci: 13 120 rozhodčí: Ashgar Teherani |

### Skupina D
| Tým       | Z              | V              | R              | P              | VG             | IG             | +/-            | B              |
| --------- | -------------- | -------------- | -------------- | -------------- | -------------- | -------------- | -------------- | -------------- |
| Ghana     | 2              | 1              | 1              | 0              | 4              | 3              | +1             | 3              |
| Japonsko  | 2              | 1              | 0              | 1              | 5              | 5              | 0              | 2              |
| Argentina | 2              | 0              | 1              | 1              | 3              | 4              | −1             | 1              |
| Itálie    | Diskvalifikace | Diskvalifikace | Diskvalifikace | Diskvalifikace | Diskvalifikace | Diskvalifikace | Diskvalifikace | Diskvalifikace |

Itálie byla diskvalifikována, protože v kvalifikaci za ni nastupovali profesionální hráči, což nebylo možné. Místo Italů byly osloveni Poláci, ti ale nabídku zúčastnit se turnaje odmítli. 
| 12. října 1964 14:00 |        |               |                                                                         |
| Argentina            | 1 : 1  | Ghana         | Stadion Mitsuzawa, Jokohama diváci: 12 452 rozhodčí: Menachem Ashkenazi |
| Bulla 26'            | Report | E. Acquah 80' | Stadion Mitsuzawa, Jokohama diváci: 12 452 rozhodčí: Menachem Ashkenazi |

| 14. října 1964 14:00              |        |                    |                                                                    |
| Japonsko                          | 3 : 2  | Argentina          | Stadion Komazawa, Tokio diváci: 19 049 rozhodčí: Aleksandar Škorić |
| Sugijama 54' Kawabuči 81' Ogi 82' | Report | Domínguez 24', 62' | Stadion Komazawa, Tokio diváci: 19 049 rozhodčí: Aleksandar Škorić |

| 16. října 1964 14:00     |        |                                         |                                                  |
| Japonsko                 | 2 : 3  | Ghana                                   | Stadion Komazawa, Tokio rozhodčí: Cornel Nitescu |
| Sugijama 12' Jaegaši 52' | Report | Agyemang 27' S. Acquah 69' Fulaiteh 80' | Stadion Komazawa, Tokio rozhodčí: Cornel Nitescu |

## Play off

### Čtvrtfinále
| 18. října 1964 14:00 |        |            |                                                                             |
| Německo              | 1 : 0  | Jugoslávie | Chichibunomiya Rugby Stadium, Tokio diváci: 15 767 rozhodčí: Gregg De Silva |
| Frenzel 1'           | Report |            | Chichibunomiya Rugby Stadium, Tokio diváci: 15 767 rozhodčí: Gregg De Silva |

| 18. října 1964 14:00   |        |          |                                                                         |
| Maďarsko               | 2 : 0  | Rumunsko | Stadion Mitsuzawa, Jokohama diváci: 12 841 rozhodčí: Menachem Ashkenazi |
| Csernai 2', 84' (pen.) | Report |          | Stadion Mitsuzawa, Jokohama diváci: 12 841 rozhodčí: Menachem Ashkenazi |

| 18. října 1964 14:00                       |        |          |                                                                            |
| SAR                                        | 5 : 1  | Ghana    | Ōmiya Park Soccer Stadium, Tokio diváci: 13 121 rozhodčí: Rudolf Gloeckner |
| Badawi 42' 61' Riad 65' Elfanagili 69' 85' | Report | Mfum 37' | Ōmiya Park Soccer Stadium, Tokio diváci: 13 121 rozhodčí: Rudolf Gloeckner |

| 18. října 1964 14:00                         |        |          |                                                                     |
| Československo                               | 4 : 0  | Japonsko | Stadion Komazawa, Tokio diváci: 18 940 rozhodčí: Eunapio De Queiroz |
| Brumovský 43', 59' Vojta 69' (pen.) Mráz 86' | Report |          | Stadion Komazawa, Tokio diváci: 18 940 rozhodčí: Eunapio De Queiroz |

### Semifinále
| 20. října 1964 14:00                   |        |     |                                                               |
| Maďarsko                               | 6 : 0  | SAR | Chichibunomiya Rugby Stadium, Tokio rozhodčí: Miguel Comesaña |
| Bene 7', 20', 66', 77' Komora 29', 58' | Report |     | Chichibunomiya Rugby Stadium, Tokio rozhodčí: Miguel Comesaña |

| 20. října 1964 14:00   |        |             |                                                                     |
| Československo         | 2 : 1  | Německo     | Stadion Komazawa, Tokio diváci: 19 435 rozhodčí: Menachem Ashkenazi |
| Lichtnégl 47' Mráz 89' | Report | Nöldner 25' | Stadion Komazawa, Tokio diváci: 19 435 rozhodčí: Menachem Ashkenazi |

### O 3. místo
| 23. října 1964 12:00              |        |                  |                                                                  |
| Německo                           | 3 : 1  | SAR              | Olympijský stadion, Tokio diváci: 65 610 rozhodčí: Yozo Yokoyama |
| Frenzel 17' Vogel 48' Stöcker 56' | Report | Attia 75' (pen.) | Olympijský stadion, Tokio diváci: 65 610 rozhodčí: Yozo Yokoyama |

### Finále
| 23. října 1964 16:30     |        |                |                                                                       |
| Maďarsko                 | 2 : 1  | Československo | Olympijský stadion, Tokio diváci: 65 610 rozhodčí: Menachem Ashkenazi |
| Weiss 47' (vl.) Bene 59' | Report | Brumovský 80'  | Olympijský stadion, Tokio diváci: 65 610 rozhodčí: Menachem Ashkenazi |

## Soutěž útěchy
| 20. října 1964 14:00 |       |                                        |                                                                    |
| Japonsko             | 1 : 6 | Jugoslávie                             | Stadion Nagai, Ósaka diváci: 20 000 rozhodčí: Hussein Mahmoud Imam |
| Kamamoto 61'         |       | Zambata 3', 5', 43', 63' Osim 28', 60' | Stadion Nagai, Ósaka diváci: 20 000 rozhodčí: Hussein Mahmoud Imam |

| 20. října 1964 14:00                    |       |                      |                                                                               |
| Rumunsko                                | 4 : 2 | Ghana                | Atletický stadion Nishikyogoku, Kjóto diváci: 10 000 rozhodčí: Gregg De Silva |
| Pavlovici 12', 19', 74' Creiniceanu 41' |       | Aggrey-Fynn 25', 44' | Atletický stadion Nishikyogoku, Kjóto diváci: 10 000 rozhodčí: Gregg De Silva |

## Finále soutěže útěchy (zápas o 5. místo)
| 22. října 1964 14:00                      |       |            |                                                            |
| Rumunsko                                  | 3 : 0 | Jugoslávie | Stadion Nagai, Ósaka diváci: 10 000 rozhodčí: Istvan Zsolt |
| Pavlovici 50' Pircalab 72' Constantin 78' |       |            | Stadion Nagai, Ósaka diváci: 10 000 rozhodčí: Istvan Zsolt |

## Medailisté
| Zlato   | Maďarsko       |
| Stříbro | Československo |
| Bronz   | NDR            |